# NH Hotel Group

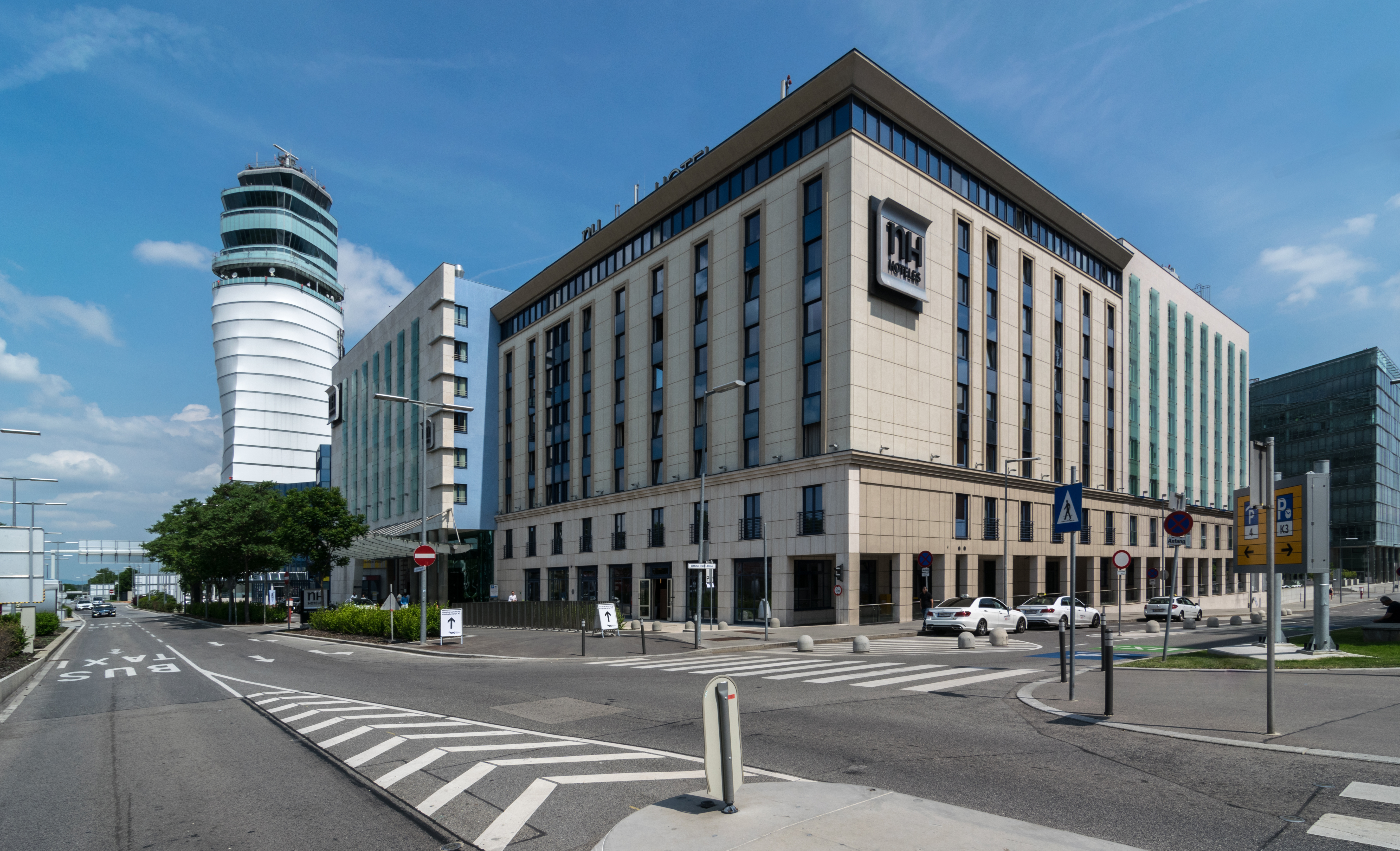
NH-Hotel Wien-Schwechat

Die NH Hotel Group ist die drittgrößte Business-Hotelgruppe in Europa. Sie wurde 1978 in Navarra, Spanien, gegründet und betrieb 2019 368 Hotels mit 57.466 Zimmern in 30 Ländern in Europa, Nordamerika, Südamerika und Afrika, davon 56 Hotels in Deutschland, 7 in Österreich sowie 4 Hotels in der Schweiz.
Das Unternehmen ist an der Madrider Börse sowie im STOXX Europe 600 notiert. Die thailändische Hotelkette Minor Hotels hält 94,1 % an der NH Hotel Group.

## Unternehmensstruktur
Unternehmenssitz ist Madrid. Administrativ ist die NH Hotel Group in fünf Geschäftseinheiten (Business Units) strukturiert, die regionale Verwaltungszentren haben:
- Spanien, Portugal, Andorra, Frankreich
- Mitteleuropa (Deutschland, Österreich, Schweiz, Polen, Tschechische Republik, Slowakei, Ungarn, Rumänien)
- Italien
- Benelux (Niederlande, Belgien, Luxemburg, Großbritannien, USA, Südafrika)
- Amerika (Kuba, Kolumbien, Ecuador, Chile, Argentinien, Mexiko, Dominikanische Republik, Venezuela, Haiti, Uruguay)

Die Deutschlandzentrale der NH Hotel Group ist im Internationalen Handelszentrum in Berlin untergebracht.

## Marken

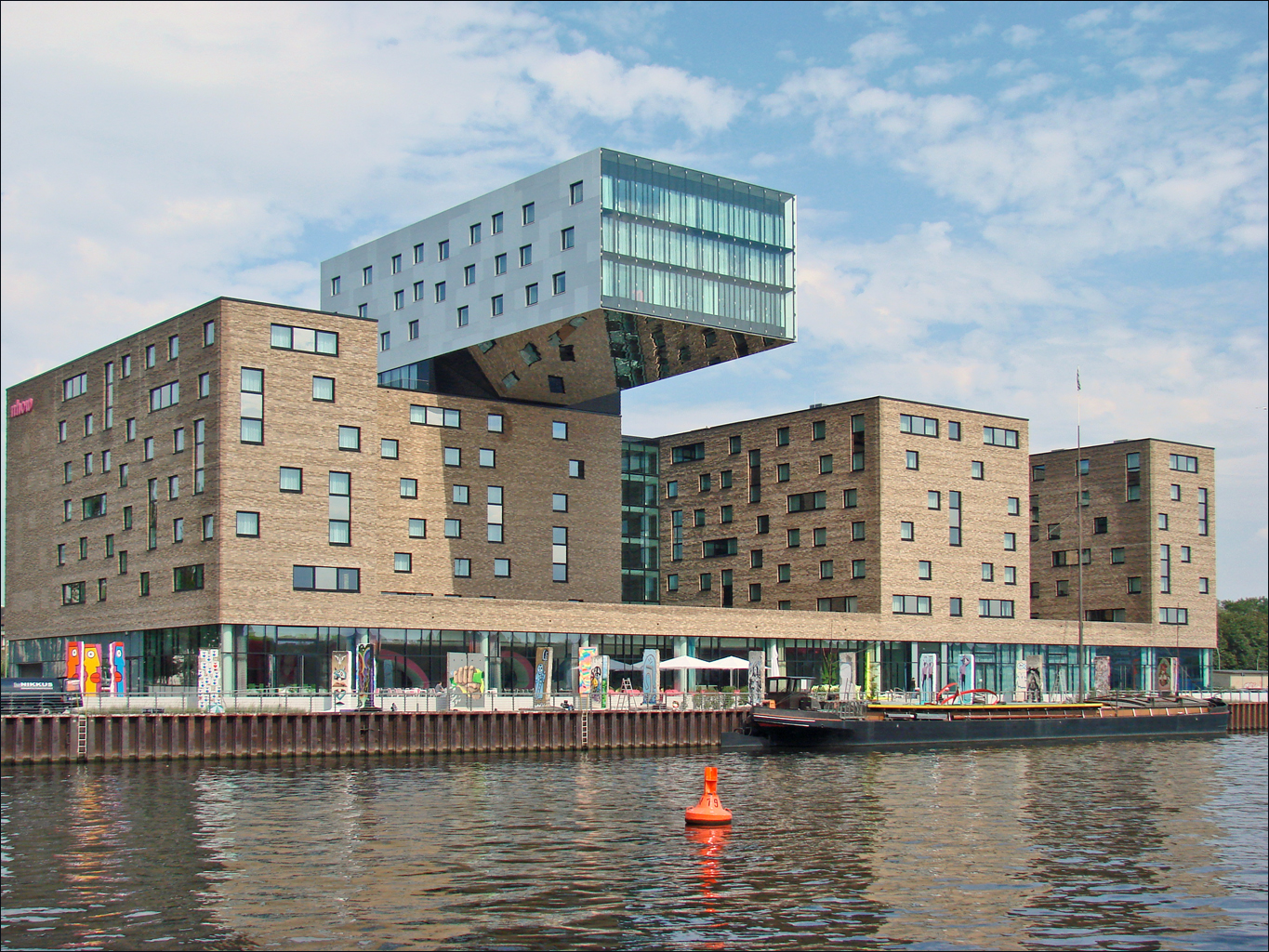
nhow Berlin

Unter dem Dach der NH Hotel Group setzt sich ein Portfolio aus acht Marken zusammen:
- NH Hotels
- NH Collection
- nhow
- Tivoli
- Anantara
- Avani
- Elewana und
- Oaks

## Märkte
Die NH Hotel Group ist in 30 Ländern mit 368 Hotels präsent.
In Deutschland betreibt die NH Hotel Group 58 Hotels, davon 47 Hotels der Marke NH Hotels, 9 NH Collection Hotels in Berlin (2×), Frankfurt am Main (2×), Düsseldorf, Köln, Dortmund, Nürnberg, Dresden, München und Hamburg sowie zwei Hotels der Marke nhow in Berlin und Frankfurt. Im nhow Frankfurt befindet sich mit der nft-Skybar die höchste Bar Deutschlands.
In Österreich gehören 5 NH Hotels in Wien, davon 1 NH Collection Hotel, sowie 1 NH Hotel in Salzburg zur NH Hotel Group. Im August 2018 wurde in Graz ein weiteres Hotel eröffnet.
In der Schweiz ist die NH Hotel Group mit zwei NH Hotels in Genf, einem NH Hotel in Bern und einem NH Hotel in Fribourg vertreten.
In Großbritannien hat die NH Hotel Group ein NH Hotel in London-Kensington. Zusätzlich wurde 2020 ein Hotel der Marke nhow in London eröffnet.

## Geschichte

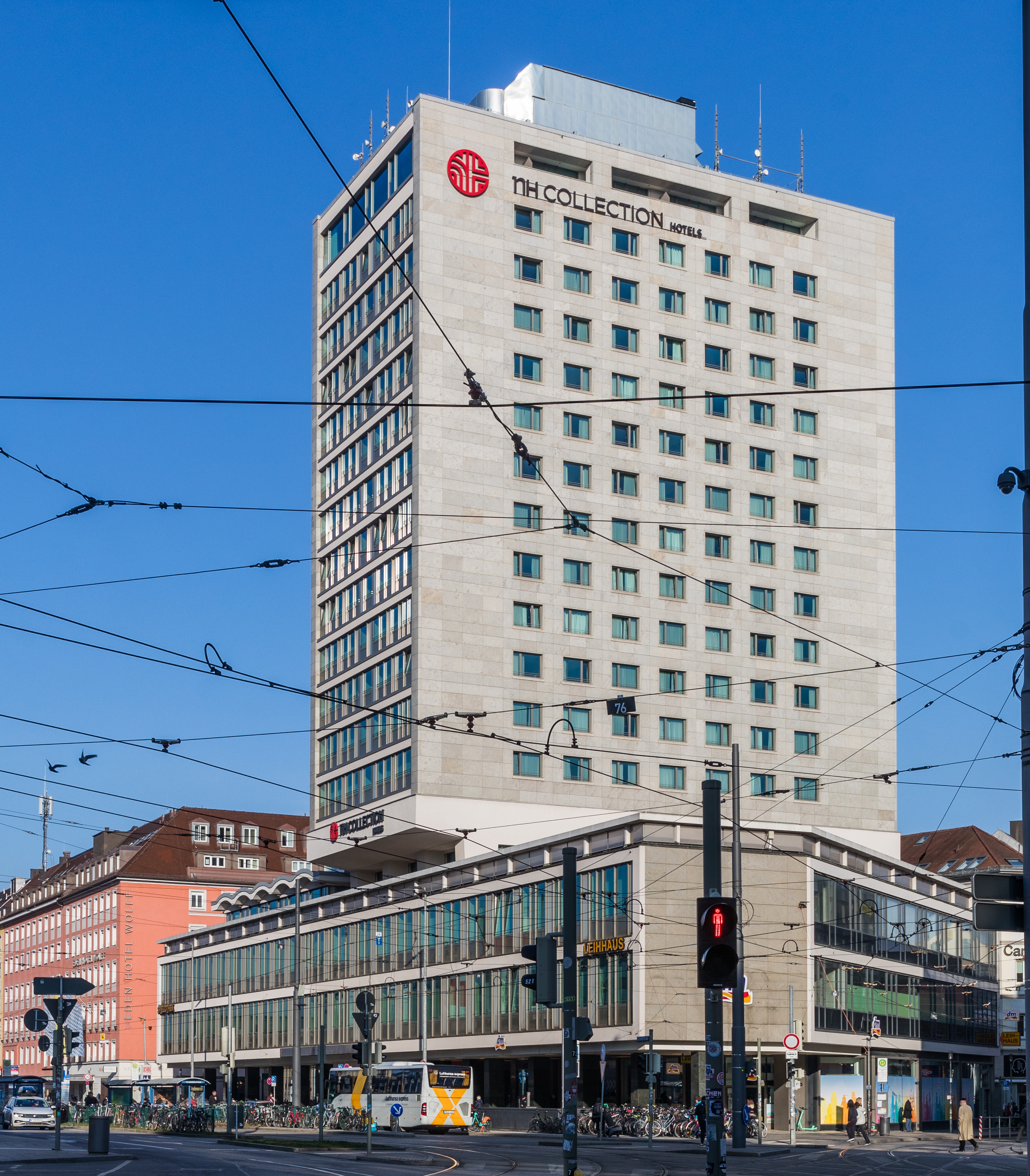
Das NH Collection München Bavaria, ehemals das NH München Deutscher Kaiser am Hauptbahnhof in München

NH Hoteles wurde 1978 in Pamplona, Navarra gegründet – das Kürzel NH steht für Navarra Hoteles. 1997 erfolgte der Börsengang als NH Hoteles S. A.
1999 erwarb NH Hoteles Anteile der Jolly Hotels in Deutschland. Im Jahr 2000 übernahm NH Hoteles die niederländische Kette Krasnapolsky; 2002 folgten 53 Hotels der Kette Astron in Deutschland, Österreich und der Schweiz.
2015 bot die NH Hotel Group als erste Hotelkette ein Netzwerk fest installierter 3D-Hologramm-Telepräsenz-Technologie für Meetings und Events an. Der Einsatz von lebensgroßen holografischen (Live-)Projektionen von Menschen oder Produkten und von 3D-Videos ist im nhow Berlin, im NH Collection Eurobuilding in Madrid, im NH Collection Constanza in Barcelona, im nhow Milano und im NH Collection Leeuwenhorst möglich.
Das NH Collection Eurobuilding wurde dafür mit dem Preis für „Beste Technische Ausstattung“ bei den Hospitality Initiative Awards 2014 des Gran Hotel Turismo Magazins ausgezeichnet.
Gemeinsam mit der chinesischen HNA Group startete die NH Hotel Group im Februar 2015 die HNA-NH Hotel Management Joint Venture Company mit Sitz in Peking. Die NH Hotel Group managte seither einen Teil des Hotelportfolios der HNA Group auf dem chinesischen Markt. Die HNA Group hielt außerdem 29,5 % der Aktien der NH Hotel Group.
Anfang 2015 gab die NH Hotel Group die Übernahme der 20 Hotels der lateinamerikanischen Hotelkette Hoteles Royal bekannt.
Zum Jahresende 2018 hielt die thailändische Gruppe Minor Hotels 94,1 % der NH Hotel Group. Seitdem arbeiten beide Unternehmen an der Integration ihrer Hotelmarken unter einer Dachmarke und werden danach mit 500 Hotels in über 50 Ländern weltweit vertreten sein.

## Auszeichnungen
- European Environmental Award der Europäischen Kommission (2014)[12]
- European Hotel Design Award für das beste Standardzimmer-Design (2009)[13]
- Top Arbeitgeber Deutschland: 2014, 2015[14]
- Zoover Awards (Kategorie: Beste Hotelkette der Niederlande): 2014, 2015[15][16]